# Уолтер Бишоп
Доктор Уолтер Гарольд Бишоп (англ. Walter Harold Bishop) — персонаж телевизионного сериала «Грань», выходившего на американском телеканале Fox c 2008 по 2013 гг. Уолтер Бишоп является главным персонажем на протяжении всех пяти сезонов, появляясь в первом эпизоде телесериала, когда агент ФБР Оливия Данэм делает возможной его выписку из психиатрической лечебницы, чтобы он попытался помочь её умирающему напарнику Джону Скотту, поскольку его исследования 25-летней давности связаны с веществом, поразившим агента. После событий «Пилота» доктор Бишоп не возвращается в лечебницу, а остается на свободе под опекой своего сына Питера и вместе с ним становится членом особого межведомственного подразделения «Грань», которое занимается тайным расследованием сверхъестественных событий, находящихся за гранью реальности и понимания. За время работы в подразделении Уолтеру Бишопу предстоит вспомнить забытые навыки, освоить современные технологии и наладить отношения с сыном, с которым они не общались весь период его пребывания в заведении для умалишённых.
Начиная со второго сезона в сюжет сериала вводится Альт-Уолтер (англ. Walternate) — двойник Уолтера Бишопа из параллельной вселенной, обладающий собственным характером и собственной судьбой, исходя из событий, произошедших в его реальности.
Обе роли исполняет австралийский актёр Джон Ноубл.

## История персонажа
Уолтер Бишоп родился в семье немецкого ученого, перешедшего на сторону союзнических войск, Роберта Бишопа (Бишоффа) и его супруги. В середине 1970-х годов Уолтер стал ведущим ученым в сфере науки за гранью, вместе со своим другом и коллегой Уильямом Беллом они ставили эксперименты для правительства, многие из которых приходили им в голову под влиянием психотропных или наркотических веществ. В 1978 году у Уолтера и его супруги Элизабет рождается сын Питер, который страдал неизлечимым заболеванием. В начале 1980-х годов Бишоп и Белл проводят испытания препарата кортексифан, направленного на раскрытие потенциала человеческого мозга, на детях, среди которых была и Оливия Данэм. К середине 1980-х годов Уолтер создает «транс-реальностное окно», позволяющее заглянуть в параллельную вселенную.
В 1985 году Питер умирает, Уолтер потрясен этим и винит себя за то, что не смог найти лекарство. Через «окно» он видит, что его двойнику, которого он позже условно назовет Альт-Уолтером, удается найти лекарство, но он не успевает это заметить. Уолтер синтезирует лекарство сам и создает устройство, которое позволяет не только увидеть, но и пройти в параллельную вселенную. Он забирает Питера и вылечивает его в изначальной реальности, но не находит в себе сил вернуть его назад. Они с супругой воспитывают Питера как родного сына, и вскоре мальчик забывает, что он пришел из другого мира. Уолтер продолжает опасные эксперименты, в том числе с кортексифаном. Он экспериментирует с людьми в качестве подобытных, что ставит под сомнение этическую составляющую его работы. Во время очередного эксперимента в его лаборатории в Гарварде случается пожар, в огне погибает его ассистентка доктор Карла Уоррен. В 1991 году Уолтера Бишопа признают неспособным осознавать свои действия и отправляют в психиатрическую лечебницу Сент-Клэр. Приблизительно в 1995 году его навещает Уильям Белл и изымает небольшую часть его мозга, чтобы Уолтер никому не мог рассказать, как открыть дверь в параллельный мир.
В 2008 году агент Оливия Данэм шантажом заставляет Питера Бишопа выписать Уолтера из клиники, чтобы он помог спасти жизнь её напарнику и возлюбленному Джону Скотту. После первого удачного взаимодействия Уолтер Бишоп остается на свободе под опекой сына и работает в научной секции подразделения «Грань», применяя свои знания и опыт в борьбе с паранормальными явлениями. Вскоре он понимает, что большинство этих событий происходит потому, что он, перейдя в 1985 году в параллельную вселенную, нарушил грань миров. Он раскрывает Питеру и Оливии Данэм правду о существовании второго мира — похожего, но немного другого. Он вспоминает, что испытания кортексифана проходили для того, чтобы подготовить будущих воинов в борьбе с параллельной вселенной. Когда «оборотни» похищают Уолтера, чтобы узнать, каким образом он перешел На Другую Сторону, ему временно вживляют обратно частички мозга. Уолтер решает «активировать» Оливию, поскольку только подвергшиеся кортексифановым инъекциям дети могут переходить в другую вселенную без особых устройств. Получив возможность распознавать объекты другого мира, Оливия видит, что Питер принадлежит к нему. Уолтер хочет рассказать сыну сам, для него важно получить искупление грехов за все противоественные вещи, которые он творил в своей лаборатории в молодости. Уолтер не успевает раскрыть правду — Питер догадывается сам и снова разрывает с отцом отношения.
Когда Альт-Уолтер забирает Питера в параллельную вселенную, Уолтер Бишоп догадывается, что это нужно для активации машины, которая способна уничтожить один из миров. Он вместе с Оливией отправляется за ним. Там он снова встречает Уильяма Белла, он раскрывает Уолтеру правду о машине и об «оборотнях». Питер под влиянием Оливии соглашается вернуться в изначальную вселенную, Уолтер пытается наладить отношения с сыном, но тот пока не готов полностью простить его за собственное похищение. Уильям Белл, погибший, чтобы дать Уолтеру и остальным вернуться домой, оставляет ему по завещанию многомиллионную корпорацию Massive Dynamic. Используя ресурсы этой компании, Уолтер и Питер пытаются собрать аналогичное устройство на этой стороне, в чём им мешает Лже-Оливия, которую Альт-Уолтер направил искать детали для своей машины. Когда настоящая Оливия возвращается, ей удается раскрыть некоторые детали плана Альт-Уолтера.
Со временем Уолтер понимает, что Питер связан с устройством больше, чем они думали, и, возможно, чтобы спасти мир, ему придется пожертвовать жизнью сына. Уолтер примиряется с выбором Питера и отпускает сына в устройство, которое перенесло его разум в 2026 год, где параллельная вселенная разрушена. Здесь Уолтер снова находится в заключении: он был осужден за разрушение границ между мирами и находится под самым строгим заключением. Питер и Оливия теперь возглавляют подразделение «Грань», и когда им нужна его помощь, Уолтера временно освобождают. В процессе работы Уолтер осознает, что «машину судного дня» построил именно он, чтобы показать Питеру будущее без другого мира и дать возможность исправить ошибки. Вместо того, чтобы вернуться в тюрьму, Уолтер предлагает Питеру создать устройство и запрограммировать его так, чтобы перед активацией он увидел будущее. В настоящем времени Питер активирует машину и вместо разрушения, наводит мост между мирами. После чего исчезает из памяти всех.
В новой временной линии, где Питер погиб при переходе из своей вселенной, Уолтер был выписан под опеку Оливии. Он живёт в своей лаборатории и практически не выходит на улицу. В отражающихся поверхностях он начинает видеть Питера, который вскоре появляется вживую в результате временного парадокса. Уолтер поначалу отказывается видеть в нём сына, но после визита Элизабет Бишоп из параллельной вселенной он становится терпимее к нему, а потом и вовсе проникается отцовской любовью. Уильям Белл в этой временной линии не погиб, а только симулировал свою смерть. Уолтер пытается помешать ему столкнуть две вселенные, а Белл рассказывает, что изначально это был план самого Уолтера. Доктор Бишоп и в этой временной линии понимает, что если бы части его мозга не были бы изъяты, он превратился бы в чудовище.
Когда наблюдатель Сентябрь предупреждает Уолтера о готовящемся вторжении, они вместе разрабатывают план по предотвращению. Однако привести его в исполнение не успевают, и Уолтер замораживает всю свою команду в янтаре. В 2036 году их размораживает Генриетта Бишоп, дочь Питера и Оливии, которая потерялась во время вторжения. Уолтер начинает претворять в жизнь свой план, но часть его разума разрушена после пыток у наблюдателей.
Доктор Бишоп ведет свою команду, ориентируясь на кассеты, которые он записал в 2015 году. Важной частью плана является мальчик-наблюдатель, существование которого и его путешествие в будущее может предотвратить создание наблюдателей, а значит и их вторжение. Мальчик раскрывает Уолтеру все события предыдущей временной линии — Уолтер вспоминает жизнь с Питером и примиряется со своей судьбой. Чтобы спасти мир и избежать временного парадокса, он должен проводить мальчика в будущее сам, но не сможет вернуться оттуда, о чём он и сообщает Питеру. Пока остальные члены группы обороняют канал от наблюдателей, Уолтер с мальчиком уходят через него в будущее, «перезагружая» время.
В 2015 году Питер Бишоп получает письмо от своего отца, в которое вложен лишь листок с нарисованным белым тюльпаном — символом искупления для Уолтера Бишопа, который, начиная с этого момента, стёрт из временной линии.

### Альт-Уолтер
Уолтер Бишоп из параллельной вселенной, или как назовёт его двойник Альт-Уолтер, впервые появляется во втором сезоне в серии «Питер», рассказываюей историю похищения Питера Бишопа Уолтером из изначальной вселенной. Здесь Уолтер Бишоп также талантливый ученый, который ищет лекарство для своего смертельно больного сына. Когда Питер был похищен, Альт-Уолтер впадает в депрессию и начинает пить. Спустя несколько месяцев после похищения к нему в кабинет врывается Оливия Данэм, случайно перешедшая в другую вселенную под воздействием кортексифана, и отдает ему свой альбом для рисования. Так Альт-Уолтер узнает, где его сын, и начинает работу над технологией перехода На Эту Сторону. В 1991 году под его давлением проходит «закон Питера Бишопа»: все похищения детей расследуются подразделением «Грань». Именно Альт-Уолтер разрабатывает «оборотней» и технологию янтаря для замораживания воронок между вселенными.
К моменту окончания 2 сезона, где Уолтер впервые появляется в настоящем моменте, он — Министр обороны США, в непосредственном подчинении у которого находится подразделение «Грань». Он всё ещё женат на Элизабет, но их брак давно распался, Уолтер лишь поддерживает её материально. С помощью «оборотней», направленных в изначальную вселенную, он находит Питера и уговаривает его вернуться домой. Здесь он хочет использовать его для активации устройства, которое разрушит изначальную вселенную, а параллельная сможет «излечиться». Когда Питер принимает решение вернуться в свой мир, Альт-Уолтер посылает Лже-Оливию раздобыть там недостающие части машины. Настоящую Оливию под его руководством временно подсаживают в подразделение «Грань», после чего Уолтер обнаруживает её способности переходить из вселенной во вселенную без особых устройств. Ко времени возвращения Лже-Оливии он хочет изъять органы двойника и отправить назад только тело, но его плану мешает Филипп Бройлз из альтернативной вселенной. Когда Альт-Уолтер узнает, что Лже-Оливия беременна от Питера, он организовывает её «похищение», во время которого её беременность ускоряют. ДНК ребёнка Уолтер использует, чтобы активировать машину. Машина работает не так, как задумывал Альт-Уолтер: его вселенная не излечивается.
В 2026 году, каким его увидел Питер Бишоп, Альт-Уолтер — единственный выживший человек из параллельной вселенной. Он скрывается, подпольно организует террористические атаки, способствует разрушению изначальной вселенной. В гневе на Питера за то, что он уничтожил его мир, Альт-Уолтер убивает Оливию.
Исчезновение Питера из временной линии повлияло и на судьбу Альт-Уолтера. Он никогда не узнал, куда пропал его сын, он все ещё живёт со своей супругой. Когда Питер возвращается, Альт-Уолтер сразу узнает его и даже соглашается помочь. Перед закрытием моста Уолтер и его двойник обмениваются трогательными словами о том, что этот Питер получился именно таким, каким они оба хотели видеть своих сыновей во взрослом возрасте.
О дальнейшей судьбе Альт-Уолтера упоминает Линкольн Ли в 2036 году, упомянув Оливии, что он ушел с поста Министра обороны, но до сих пор на регулярной основе читает лекции в Гарварде.

## Создание образа
Австралийский актёр Джон Ноубл был известен широкой публике по роли Денетора в «Возвращении короля». Так же, как и Анна Торв (Оливия Данэм), он проходил свое собеседование не лично. Он записал свои пробы на видео и направил продюсерам, после чего получил роль в январе 2008 года.
Ноубл работал над созданием образа в тесном контакте с создателями сериала. Особенно это касалось черт характера, которые соотносились с сумасшествием Уолтера. Ноубл рассказывал, что он сам изучал гениальных людей, их отсутствие социальных навыков. Также он изучал людей, которые принимали наркотики или непрописанные врачами лекарства, психотропные препараты. Все это он вложил в образ Уолтера Бишопа.
Также для роли Джон Ноубл научился говорить со среднеамериканским диалектом, «вроде бы бостонское произношение, но немного зашлифованное неверным английским после множества лет путешествий и бесед с академиками на конференциях». Описывая подготовку к роли, Ноубл отметил отношения ученых с музыкой, что позволило создать ему аналогичную связь для его персонажа.

## Описание персонажа
Исполнительный продюсер Джефф Пинкнер описывал Уолтера Бишопа: «Он невероятно одарен, только он забыл об этом. Он боится собственной тени. Он боится того, что он делал в прошлом. И он до странности похож на ребёнка».
Уолтер Бишоп, проведя 17 лет в психиатрической лечебнице, старается взять от жизни, что ему доступно. Он любит клубничные молочные коктейли и рутбир с мороженым, а также лакричные палочки. Он не умеет или не хочет сдерживать свои мысли, что приводит к неловким ситуациям, которые приходится сглаживать его сыну. Уолтер занимается самолечением, а также частенько принимает наркотические или психотропные вещества, чаще всего ЛСД. IQ доктора Бишопа составляет 196 пунктов.
Уолтер Бишоп — один из самых блестящих ученых 1970-х годов, чьи эксперименты, однако, нанесли большой урон и вред многим людям. Он ученый очень широкого профиля: его исследования касаются человеческого тела, мозга, разума, возможности телепортации, перемещения во времени, излечения болезней. В молодости он экспериментировал на людях, в том числе на Питере и других детях. Когда он осознал, насколько его блестящий интеллект превращает его в чудовище, он согласился, чтобы Уильям Белл изъял части его мозга, чтобы дверь в другую вселенную больше никто не мог создать.
Альт-Уолтер, в свою очередь, является более жесткой и уверенной версией Уолтера (его мозг не поврежден). Он ожесточился после похищения сына, которое к тому же привело к разрушению его мира. От этого же пострадали его отношения с женой в изначальной временной линии. Он не стесняется вводить своих сотрудников в заблуждение относительно другой вселенной. Однако, несмотря на возможные положительные результаты, Альт-Уолтер категорически запрещает проводить эксперименты на детях.